# Автомагистрала D11 (Чехия)
Автомагистрала D11 (на чешки: Dálnice D11), Храдецка магистрала (на чешки: Hradecká dálnice) е чешки магистрален автомобилен път, който свързва Прага с градовете Пардубице и Храдец Кралове. Планираната дължина е 152 километра, от които към края на март 2015 г. са построени 87, 5 km се изграждат, а 22,6 km са в процес на подготовка за строителство.

## История
Първите планове за автомагистрала от Прага до Храдец Кралове се появяват през 1939 г., но не са реализирани. През 1963 г. пътят е включен в актуализиран план за строителство на магистрали и строителството започва през 1978 г. Първият участък с дължина 25 km (Прага—Садска) е открит през 1984 година. През 1990 г. е построен участъка южно от Подебради с мост над Елба. През 2004 г. строителството продължава и през 2006 г. е довършен участъка до пресичането с автомагистрала D35 около Прашкачка. За продължаването на пътя дълго време попречва съдебен спор за земеделски парцели. Изграждането на новите 5 km около Храдец Кралове продължава едва през 2014 г. Завършването е планирано за 2017 година. До 2018 г. се планира да удължи участъка до град Яромерж.
Поради продължителните спорове за трасето на магистралата, дълго време не е ясно дали тя ще има първоначално планираното кръстовище край Блаховка или ще преминава на север от Стежер.